# Cseke Vilmos

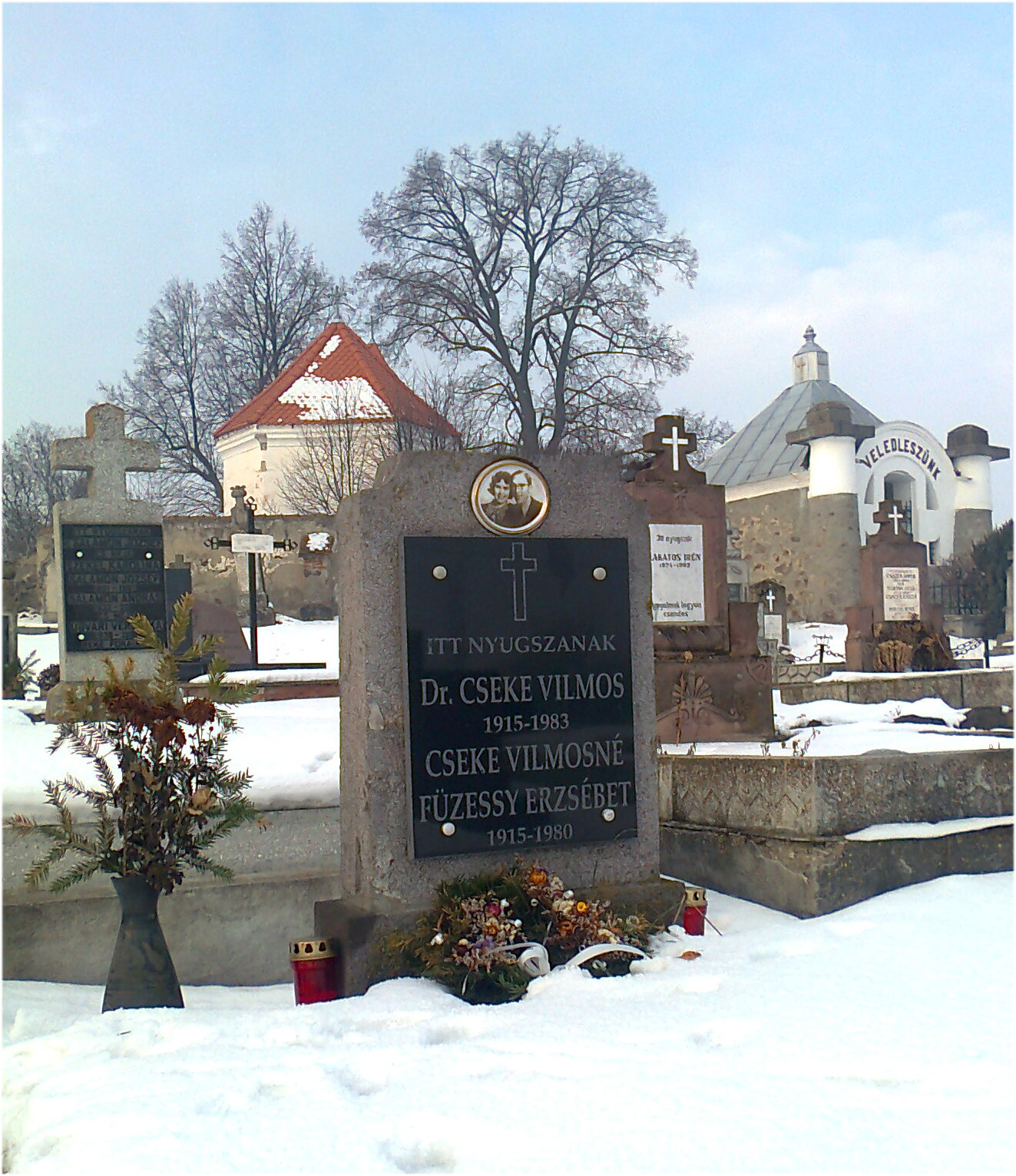
Sírja a csíkszentkirályi temetőben

Cseke Vilmos (Hátszeg, 1915. május 5. – Kolozsvár, 1983. március 10.) romániai magyar matematikus, egyetemi tanár, matematikai szakíró. Cseke Gábor apja.

## Életpályája
Középiskolai tanulmányait a kolozsvári katolikus főgimnáziumban, egyetemi tanulmányait  pedig a Ferdinánd Egyetemen végezte 1936-ban. 1947-ben doktorátust  szerzett Teofil T. Vescan vezetése alatt írt dolgozatával (Magyarország és a Székelyföld népessége növekedésének matematikai-statisztikai módszerekkel való vizsgálata). 1937-től a kolozsvári katolikus főgimnáziumban tanított matematikát, 1941-től tanársegéd, 1948-tól előadótanár, majd nyugalomba vonulásáig professzor a kolozsvári egyetemen.
Első cikke – az iskolaszövetkezetekről – az Erdélyi Iskola hasábjain jelent meg 1939-ben, majd egyetemi pályáján jegyzeteket adott ki Luckhaub Gyula előadásai alapján. Az Utunk és a Korunk munkatársa; 1957-től a Matematikai és Fizikai Lapok főszerkesztője, 1959-től szerkesztője, 1976-tól 1979-ig a Matematikai Lapok szerkesztő kollektívájának vezetője volt. Tanulmányai a Studii și Cercetări Științifice című akadémiai folyóiratban és a Studii și Cercetări de Calcul Economic hasábjain jelentek meg. Kutatásai a valószínűségszámítás, a matematikai logika és a matematikának a népgazdaságban való alkalmazása felé irányultak. Kibernetikai és információelméleti szakmunkákat fordított oroszból és románból.

## Kötetei (válogatás)
- Kereskedelmi számtan (Kolozsvár, 1946);
- Logaritmus, kamatos-kamat, járadékszámítási és halandósági táblázatok (Kolozsvár, 1947);
- Kamatos folyószámlák (a Bolyai Tudományegyetem üzemgazdasági tanszékének kiadása, Kolozsvár, 1948);
- Feladatgyűjtemény középiskolai matematikai körök számára I-II. (Kiss Ernő és Radó Ferenc közreműködésével, 1957, 1959);
- Matematika fémipari szakmunkások számára (Klima Alfréddal, 1961);
- A gráfelmélet és gyakorlati alkalmazásai, Tudományos Könyvkiadó, Bukarest, 1972 (Cseke Tamás borítólapjával);
- A valószínűségszámítás és gyakorlati alkalmazásai, Dacia Könyvkiadó, Kolozsvár, 1982.